# Vestri
ヴェストリ（Vestri、Vestri Cioccolato)は、イタリアのチョコレート店、ブランド。スプーンですくって食べる「アンティーカ・ジャンドゥイア」シリーズで知られる。自社農園で栽培したカカオからチョコレートの生産まで手掛ける「ファーム・トゥ・バー」ブランド。ブランドカラーは「ヴェストリブルー」と呼ばれる高級感あるスカイブルー。

## 概要
中米のドミニカ共和国にある自社農園でカカオを栽培し、チョコレートの生産まで手掛ける「ファーム・トゥ・バー」ブランド。ブランドカラーはスカイブルー。国際チョコレート賞（International Chocolater Award）では、2015年イタリア・地中海競技会で、「Dark chocolate bars with an infusion or flavouring」部門金賞、2016年の同競技会・同部門でも銅賞を受賞した。
ヴェストリのチョコレートには、代表的な
- アンティーカ・ジャンドゥイア・シリーズ - スプーンですくって食べるタイプ、後述。

に加え、
- ジャンデゥイオッティ - 三角帽子を模した形状で、ヘーゼルナッツやピスタチオの風味を持つ[7]。
- スコルツェッテ - レモンピールやオレンジピールをダークチョコレートでコーティングしたもの[7][8]。
- プラリネ - 多彩な柄、フレーバーがある[7][8]。金賞受賞のクレミーノやサーレ・エ・セザモもプラリネである。
- ペルレ・ディ・トスカーナ - ヴェストリオリジナルのトリュフ[8]
- レ・フルッテッレ - パイナップルやイチジクなどのフルーツをコーティングしたもの[8]。

といった商品、シリーズも存在する。
イタリアではトスカーナ州アレッツォに本社、フィレンツェに支店を持ち、日本に系列店はない。日本での輸入販売やウェブサイト運営は株式会社プロジェット・スフィーダが実施している。通信販売やイベントでの販売も多い。

## ICA受賞歴
ICA（インターナショナルチョコレートアワード）受賞一覧
2015年Italia & Mediterraneo
Dark Cicolate basic with aninfusion or flavouring部門　金賞　「Gianduia Fondente Sale & Pepe」
Rough ground flavoured dark ciocolate basic部門　銀賞「Boglio」
Flavoured white ciocolate basic部門金賞「"I Tocchi" Pistacchio e uvetta」
Flavoured white ciocolate basic部門銀賞「"sfogliate" Sesamo e sale rosa dell'HIMARAYA」
Flavoured dark ciocolate ganaches or Truffles部門　銅賞「Ganaches all'arancio cinese」
Ganaches or truffles using mixed dark/milk/white for coating and Fillings部門　銀賞「Ganaches al Balsamico」
Unflavoured milk ciocolate Cremino部門　銀賞「Cremino」
Flavoured milk ciocolate Cremino部門　銀賞「Cremino Caffe」
Spreads with milk Ciocolate部門　銅賞「Vellutata al Latte」
2015年World Final Winners
Unflavoured milk ciocolate Cremino部門　銅賞「Cremino」
Spreads with milk Ciocolate部門　銅賞「Vellutata al Latte」
2016年　Italia & Mediterraneo
Dark Cicolate basic with aninfusion or flavouring部門　銅賞「Boglio」
Flavoured white ciocolate basic部門　銀賞「Sfogliate sale dell'Himaraya&Sesamo Tostata」「"Tocchi"Pistacchio&Uvetta」
Unflavoured dark ciocolate Cremino部門　金賞「Cremino」
Milk ciocolate gianduiotto or cremino部門　銀賞「Toscoitto al sale dell'Himaraya」
Nut basic praline with white ciocolate部門　金賞「Praline al sale e sesamo」
Spreads /Spreads with dark ciocolate(no milk powder)部門　銀賞「Fior di riso」
2019年Italia & Mediterraneo
Flavoured dark ciocolate ganaches or Truffles部門　銀賞「Praline Cipolla e Aceto Balsamico」
Nut basic praline with milk ciocolate部門　金賞「Cremino sale Miyakojima」銅賞「praline sale e sesamo Nero caramelltato」
Spreads/Spreads with dark ciocolate(no milk powder)部門　銅賞「La Pura」

## アンティーカ・ジャンドゥイア
「アンティーカ・ジャンドゥイア」は「金のスプーンですくって食べる」チョコレートで、テレビでも取り上げられた。そのまま食べてもよいし、軽く温めて食べる場合、湯煎してフォンデュのように食べたりする。このシリーズには、
- フィオレンティーナ - ピエモンテ州ランゲ産のヘーゼルナッツを使用[1]。
- ピスタッキオ - ブロンテ産のピスタチオを使用したもの[1]。
- カップチーノ - エスプレッソとミルクチョコを組み合わせたもの、2014年の新作[1][2]。
- ヴァニリア・エ・サーレ-ヒマラヤ産のピンク岩塩をマダガスカル島のヴァニラたっぷりジェラートをイメージした塩ヴァニラのチョコレート。
- フォンデンテ-乳を使用せずにヘーゼルナッツとビターなカカオが程良く溶け合い調和するダークジャンドゥイアチョコレート。
- ランポーネ-ミルクジャンドゥィアに甘酸っぱいラズベリーを合わせました。
- アランチャ-南イタリア産の味の濃いマンダリンオレンジを加えて相性の良いビターに仕上げました。
- リモーネ-シチリア産の大きなレモン「シトロン」とミルクジャンドゥィアを合わせたレモンのジャンドゥィアチョコレート。

などの種類がある。毎年限定フレーバーも販売している。